# Gagarino 2-je
Gagarino 2-je (ros. Гагарино 2-е) – wieś (sieło) w Rosji, w obwodzie tambowskim, w rejonie piczajewskim. W 2010 liczyła 187 mieszkańców.